# José Cárcome Lobo
José Maria de Cárcome Lobo (Lisboa, 1756 — Lisboa, 1818) foi um oficial general do Exército Português, moço-fidalgo da Casa Real e comendador da Ordem de Cristo, que integrou a Legião Portuguesa que foi incorporada nos exércitos de Napoleão Bonaparte (la Grande Armée). Nas Guerras Napoleónicas comandou a 1.ª divisão de tropas portuguesas, participando nos combates travados na Batalha de Wagram e na frente russa, nomeadamente na Batalha de Smolensk (1812), na Batalha de Vitebsk e na Batalha de Borodino (Moscovo).

## Biografia
Nasceu no seio de uma família da aristocracia, com longa tradição militar, filho de D. João de Cárcamo Lobo, quarto neto de Diego Iñiguez de Cárcamo, do século XVI, natural de Córdoba e o primeiro Cárcamo a estabelecer-se em Portugal, e de sua mulher Ana Joaquina de Melo. Destinado à carreira das armas, assentou praça em agosto 1774, com 19 anos de idade, no Regimento de Infantaria de Lippe, uma unidade do Exército Português aquartelada em Lisboa assim denominada em homenagem a Friedrich Wilhelm Ernst zu Schaumburg-Lippe, o conde de Lippe. 
Em 1778 foi transferido para o Regimento de Infantaria de Setúbal, tendo a partir de 1781 passado a servir na Armada, tendo embarcado na nau Santo António e São Jose e depois na fragata Nossa Senhora do Bom Despacho, mais conhecida pelo nome de Cisne, um navio de 44 peças pertencente à Esquadra do Estreito.
A partir de abril de 1784 voltou ao serviço do Exército, sendo colocado no Regimento de Infantaria de Cascais com a patente de capitão. Em 1794, com o posto de major, foi integrado com o Regimento de Infantaria de Cascais no Exército Auxiliar à Coroa de Espanha que participou na Campanha do Rossilhão da Guerra dos Pirenéus contra a França Revolucionária, uma das frentes da Guerra da Primeira Coligação. Durante a campanha, a 17 de dezembro de 1795 foi nomeado comandante do 2.º Regimento de Infantaria.
Em 1797 foi promovido a coronel e colocado no Regimento de Infantaria de Castelo de Vide e aquartelado em Arronches. Em 1801 participou na Guerra das Laranjas, sob o comando do general Gomes Freire, cabendo-lhe o governo da praça de Arronches, que rendeu aos espanhóis. Participou na retirada do Exército Português para Portalegre, tendo sido capturado pelos espanhóis no Combate de Flor da Rosa travado entre Flor da Rosa e Aldeia da Mata a 4 de junho de 1801.
Estando em Lisboa quando a cidade foi ocupada pelas tropas francesas comandadas pelo general Jean-Andoche Junot, foi um dos oficiais portugueses escolhidos para integrar a Legião Portuguesa que deveria integrar o Exército Napoleónico. Já ao serviço dos franceses, foi promovido a general de brigada a 1 de agosto de 1808 e enviado com as forças portuguesas para Paris, onde depois de um mês de guarnição foi enviado para a frente leste. Participou nas campanhas da Alemanha e da Áustria e em 1809 foi nomeado comandante de uma brigada da 3.ª Divisão de Infantaria do general Nicolas Oudinot.
Em julho de 1809, na Batalha de Wagram, foi atingido por uma bala no braço esquerdo. Em outubro de 1810 foi nomeado comandante de divisão portuguesa da Grande Armée, passando a encabeçar a Legião Portuguesa. 
Em 1811 a Legião Portuguesa foi reorganizada em cinco regimentos de infantaria e dois regimentos de cavalaria, tendo o regimento de Cárcome Lobo sido enviado para a frente russa. Com ele participou na Batalha de Smolensk, em 16 e 18 de agosto de 1812, e na Batalha de Borodino, travada a 7 de setembro de 1812. 
Em 1813, a Legião Portuguesa foi dissolvida e recolheu a Paris, tendo em Cárcome Lobo cessado o seu serviço nas forças francesa em dezembro de 1814, regressando seguidamente a Portugal. 